# 派恩赫斯特度假村
派恩赫斯特度假村（英語：Pinehurst Resort），位於美國北卡羅萊納州派恩赫斯特，是美國具歷史意義的度假村，曾舉辦過不少享負盛名的高爾夫球比賽。

## 歷史
派恩赫斯特度假村由波士頓氣水機大亨詹姆斯·沃克·塔夫茨建立，他在1895年以每英畝1.25美元的價錢購買了5,500英畝（2,200公頃）的土地，並且在同年除夕開設了霍利旅館（Holly Inn）。第一個高爾夫球場於1897至1898年間啟用。第一個錦標賽在1901年舉行。2號場，派恩赫斯特度假村最出名的球場，由唐納德·羅斯設計，於1907年落成。度假村擁有9個18洞的高爾夫球場、3座酒店、1個水療中心和大量體育和休閒設施，直到觀瀾湖高爾夫球會成立前都是健力士世界紀錄全球最大高爾夫球設施的紀錄保持者。球場內生長的長葉松是聯邦瀕危的紅胸啄木鳥的聚居地。